# بارتونزویل (مریلند)
بارتونزویل (به انگلیسی: Bartonsville) یک منطقهٔ مسکونی در ایالات متحده آمریکا است که در شهرستان فردریک، مریلند واقع شده‌است. بارتونزویل ۶٫۸۴ کیلومتر مربع مساحت و ۱٬۴۵۱ نفر جمعیت دارد و ۱۲۴٫۹۷ متر بالاتر از سطح دریا واقع شده‌است.